# Буксировщик мишеней
Буксировщик мишеней (англ. Target tug) — специальный самолёт, предназначенный для обеспечения тренировки экипажей в воздушной стрельбе из пушек и пуска ракет по специально прикрепляемой к буксировщику мишени.

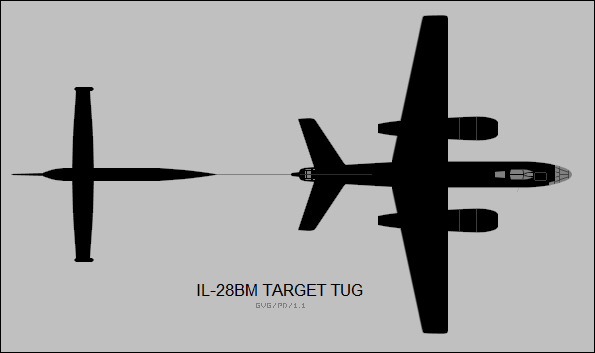
Буксировщик мишеней Ил-28БМ

## История
История возникновения искусственных воздушных целей для использования при обучении и тренировках лётчиков при стрельбе в воздухе из пушек уходит в 20-е годы XX века, когда впервые был применён так называемый конус. Конус — буксируемый самолётом матерчатый рукав, выполненный из тканевого материала, по которому ведут стрельбу как по воздушной мишени. Оценку результатов стрельбы производят по количеству пробоин в конусе после посадки самолёта-буксировщика.

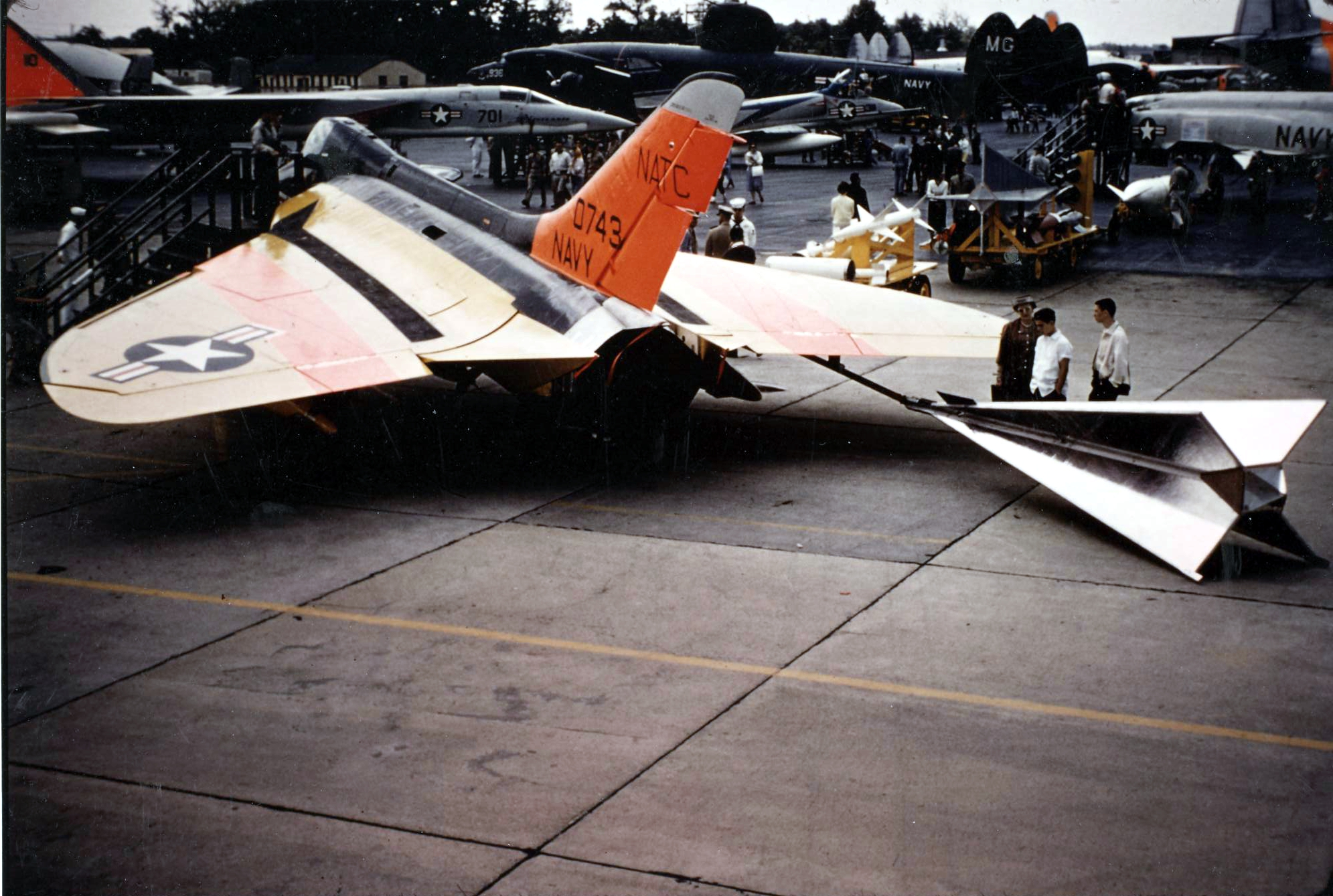
Douglas F4D Skyray с мишенью на авиабазе Patuxent River штата Мэрилэнд

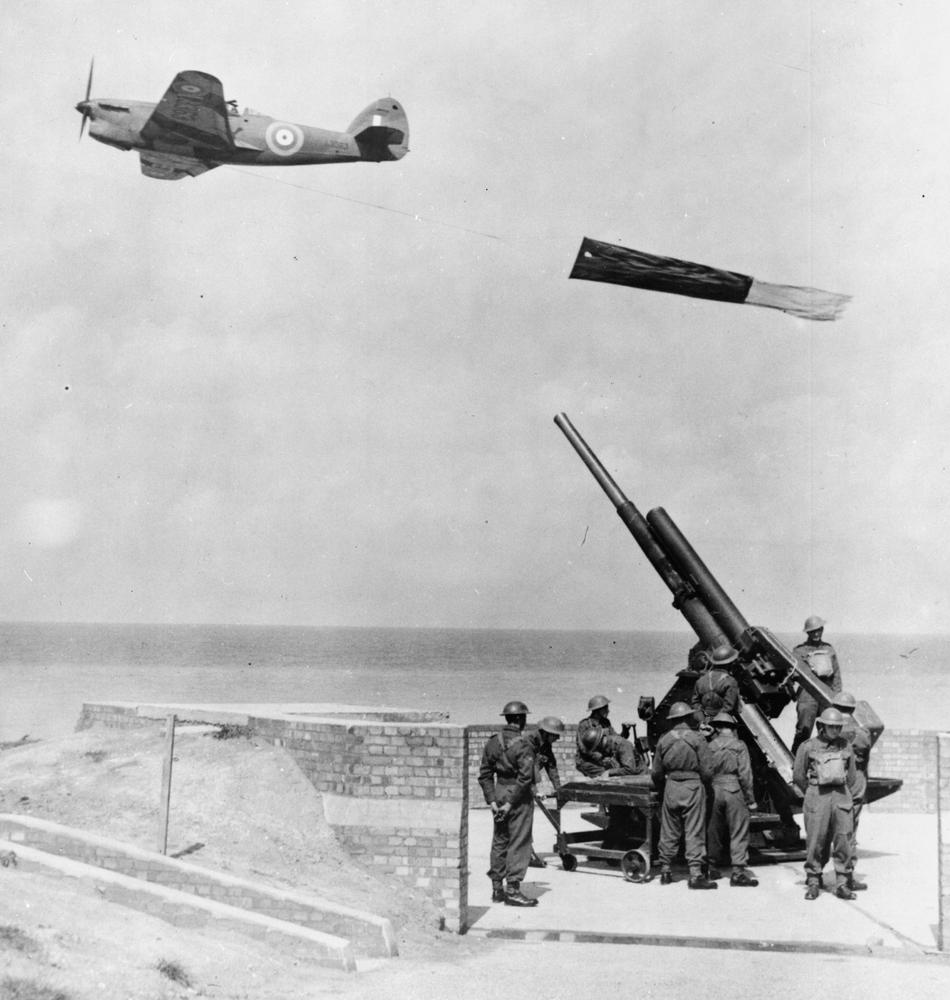
Hawker Henley тянет за собой мишень для тренировки зенитных пулемётных расчётов

Для стрельбы ночью в конус вставляли (вшивали) лампочку, запитываемую от источника питания. Лампочка освещала конус. В отдельных случаях конус подсвечивали с земли с помощью зенитного прожектора. В этом случае конус был хорошо виден и направление полёта определялось без особого труда. При подсветке конуса от батареи установление направления полёта конуса было затруднено. Не зная направление полёта мишени практические невозможно построить манёвр для атаки и произвести стрельбу.
Конус крепился к самолёту-буксировщику на тросе (фале) длиной до 2500 м (у Ил-28). Используемый в качестве буксировщика Martin B-26 Marauder имел длину троса до 7000 футов (2134 м). Лебёдка с тросом монтировалась в бомбовом отсеке. При входе в зону постановки мишени трос разматывался и мишень разворачивалась в боевое положение. Зачастую мишень делали в виде конуса на тканевой основе длиной 5,49 м и диаметром 46 см — 76 см. Внутри конуса находились металлические полоски, благодаря которым конус отражал излучение РЛС и появлялся за счёт этого на экранах радаров перехватчиков.
В качестве самолётов-буксировщиков мишеней использовались различные самолёты, в основном отслужившие по своему основному назначению, переделанные в буксировщики традиционных мишеней-рукавов (конусов). Таким образом дорабатывались и бомбардировщики, и разведчики. Рукав (конус) выпускался из бомбового отсека, где стояла лебёдка. Кормовую пушечную установку на буксировщиках обычно снимали, заменяя обтекателем. В ВВС Великобритании в 1944 году был разработан специальный самолёт-буксировщик мишеней — .
В 1951 году в НИИ-15 ВМФ СССР проводились работы по созданию буксируемой мишени МСВ-51 со стабилизацией в полёте вращением за счёт аэродинамических сил. Мишень предназначалась для тренировки лётчиков-истребителей в воздушной стрельбе. Испытания проводили на Ту-2, с мая 1953 года на Ил-28. Это были первые опыты использования новейшего реактивного бомбардировщика в новом качестве. В 1962 году в НИИ ВВС проходили повторные испытания мишени М-112М, буксируемой за Ил-28 и предназначенной для стрельбы с самолётов, оборудованных радиолокационным прицелом. Мишень представляла собой полотнище с радиоотражающим покрытием.

## Известные самолёты-буксировщики
- Ил-28БМ — на самолёте демонтирована кормовая пушечная установка, вместо неё установлена тросовая лебёдка с выпускаемым конусом-мишенью на 2800 метров. Вместо бомб возил сбрасываемые свободнопадающие мишени.
- Boeing B-29 Superfortress — вариант в модификации TB-29 — учебный. Отличался дополнительными креслами в кабине, отсутствием оборонительного вооружения. В 1951—1957 годах часть TB-29 переоборудованы в буксировщики мишеней[4].
- АНТ-40 в модификации СБ Avia B-71 — с 1937 года по лицензии выпускалась в Чехословакии. Переоборудован в Люфтваффе в 1941 году в буксировщик мишеней. Поступал в авиагруппу особого назначения 1/obdL «Веста».
- Douglas F4D Skyray
- Douglas A-20 Havoc — в ВВС СССР
- Douglas C-47 Skytrain — в ВВС СССР, именовался как Си-47 или Ли-2
- Hawker Henley
- Пе-2
- Ту-2
- Ту-4
- Су-2
- Су-7У (Буксировщик мишени) — Самолёт для буксировки мишени Комета, оборудовался турболебёдкой действовавшей от набегавшего потока. Позволял буксировать мишень на тросе длинной до 8 км. со скоростью 720 км/ч. Разработка Казанского ОКБ «Сокол».[5]
- Р-5

## Инциденты
- 23 июня 2014 года произошла катастрофа самолёта-буксировщика мишеней Learjet 35 после столкновения в воздухе с истребителем Eurofighter Typhoon ВВС Германии в небе над базой Эрман в Олсберге (Германия). Learjet 35 принадлежал частной организации GFD (Gesellschaft für Flugzieldarstellung) и применялся компанией для буксировки воздушных мишеней в интересах ВВС Германии. Eurofighter Typhoon из состава эскадрильи TaktLwG31 (Taktisches Luftwaffengeschwader 31), базирующейся в Норвенихе, выполнял учебный перехват парой в ходе учений быстрого реагирования QRA (Quick Reaction Alert). После столкновения с Learjet 35 истребитель Eurofighter Typhoon благополучно приземлился на базе Норвених, а Learjet 35 разбился в безлюдном районе, экипаж погиб[6].
- 17 сентября 1994 года Learjet 35А был сбит кораблём Военно-морских сил Тайваня во время выполнения полёта по буксировке мишеней[7]